# ロイポルツグリュン
ロイポルツグリュン (ドイツ語: Leupoldsgrün) は、バイエルン州オーバーフランケン行政管区ホーフ郡に属する町村（以下、本項では便宜上「町」と記述する）で、シャウエンシュタイン行政共同体の一員。この自治体は、ホーフ市の西約9km、アウトバーンA9（出口34 - ホーフ西）沿いに位置する。

## 地理
ロイポルツグリュンは、フランケンヴァルト自然公園内に属する。

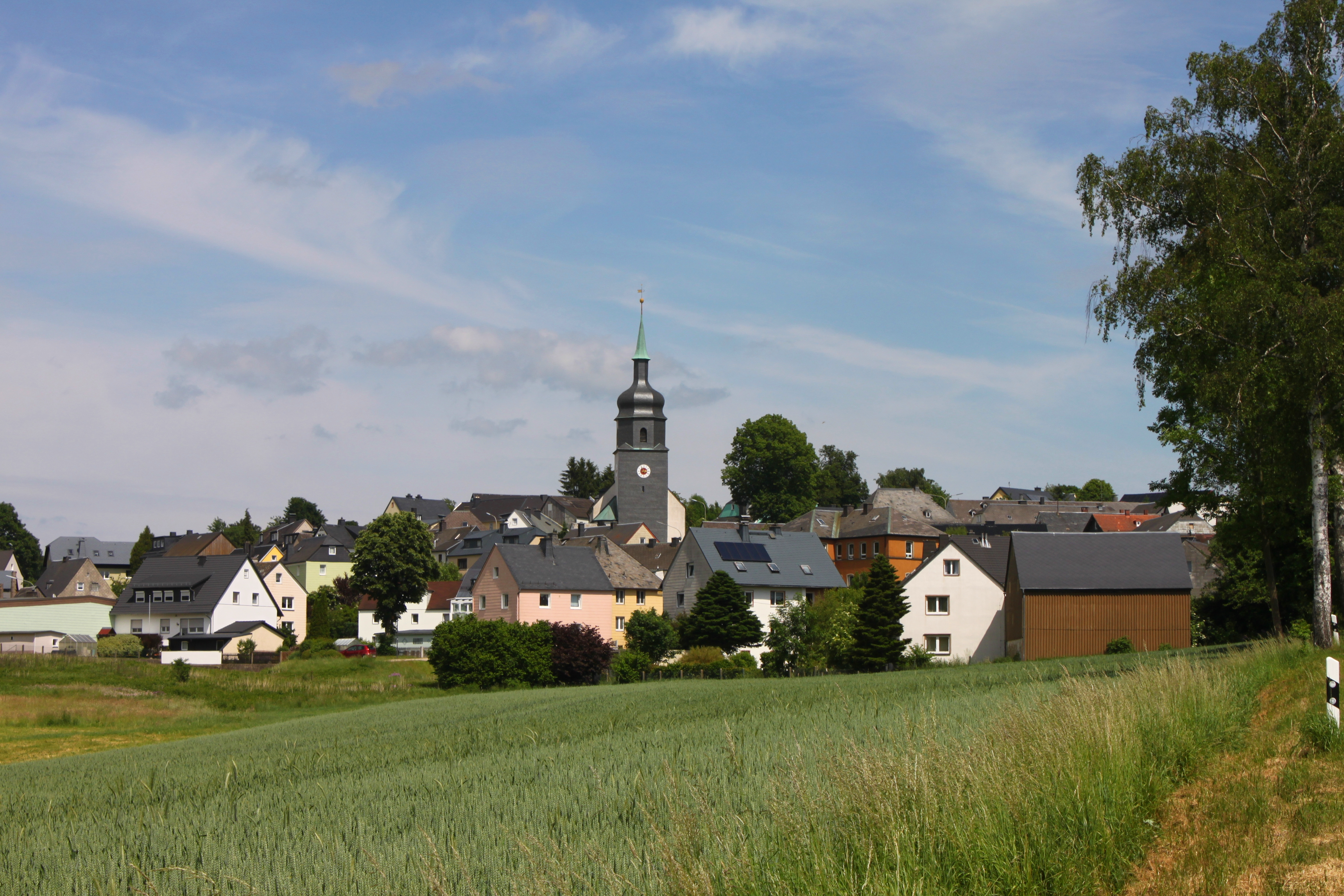
Leupoldsgrün from West

### 自治体の構成
この町は、公式には6つの地区 (Ort) で構成される。このうち孤立農場などを除く集落を以下に列記する。
- ハルツングス
- ロイポルツグリュン
- リッペルツ
- ノイミュール
- レールシュタイク

## 歴史
ロイポルツグリュンの文献上の初出は、1335年である。プロイセン王国のバイロイト侯領のかつてのアムトは、ティルジットの和約によって1807年にフランスの管理下に置かれ、1810年にバイエルン王国領となった。バイエルン王国の行政改革の時代、1818年の自治体令によって現在の自治体が形成された。1972年にそれまで独立した自治体であったリッペルツと合併した。

## 引用
1. ↑  https://www.statistikdaten.bayern.de/genesis/online?operation=result&code=12411-003r&leerzeilen=false&language=de Genesis-Online-Datenbank des Bayerischen Landesamtes für Statistik Tabelle 12411-003r Fortschreibung des Bevölkerungsstandes: Gemeinden, Stichtag (Einwohnerzahlen auf Grundlage des Zensus 2011)
2. ↑  Bayerische Landesbibliothek Online